# Etrema huberti
Etrema huberti é uma espécie de gastrópode do gênero Etrema, pertencente à família Clathurellidae.